# Gatteo
Gatteo is een gemeente in de Italiaanse provincie Forlì-Cesena (regio Emilia-Romagna) en telt 7252 inwoners (31-12-2004). De oppervlakte bedraagt 14,1 km², de bevolkingsdichtheid is 483 inwoners per km².
De volgende frazioni maken deel uit van de gemeente: Gatteo a Mare, Sant'Angelo, Fiumicino.

## Demografie
Gatteo telt ongeveer 2755 huishoudens. Het aantal inwoners steeg in de periode 1991-2001 met 15,6% volgens cijfers uit de tienjaarlijkse volkstellingen van ISTAT.
| Jaar | Inwoneraantal |
| ---- | ------------- |
| 1991 | 5879          |
| 2001 | 6799          |

## Geografie
Gatteo grenst aan de volgende gemeenten: Cesenatico, Gambettola, Longiano, Savignano sul Rubicone.

## Impressie

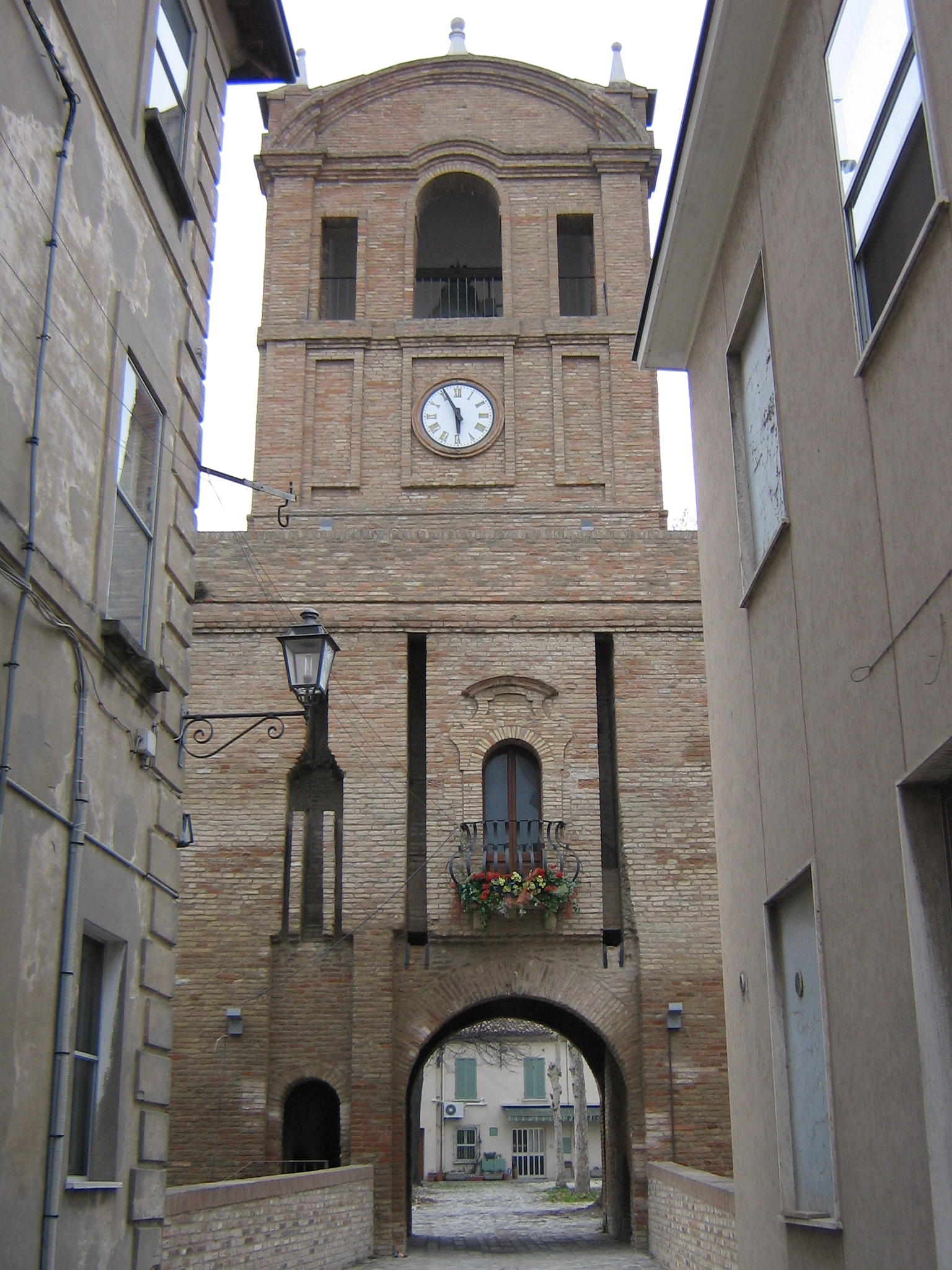
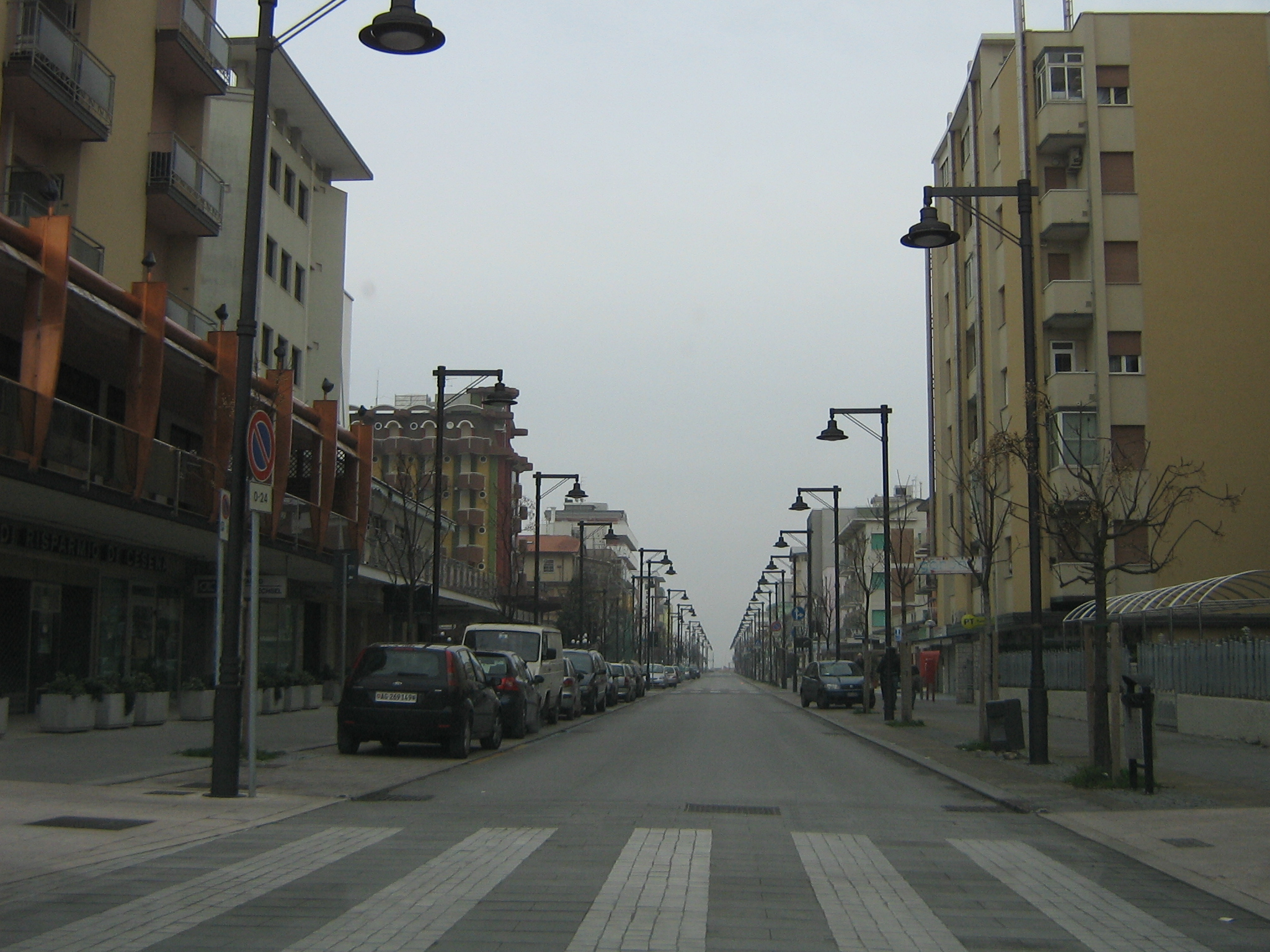
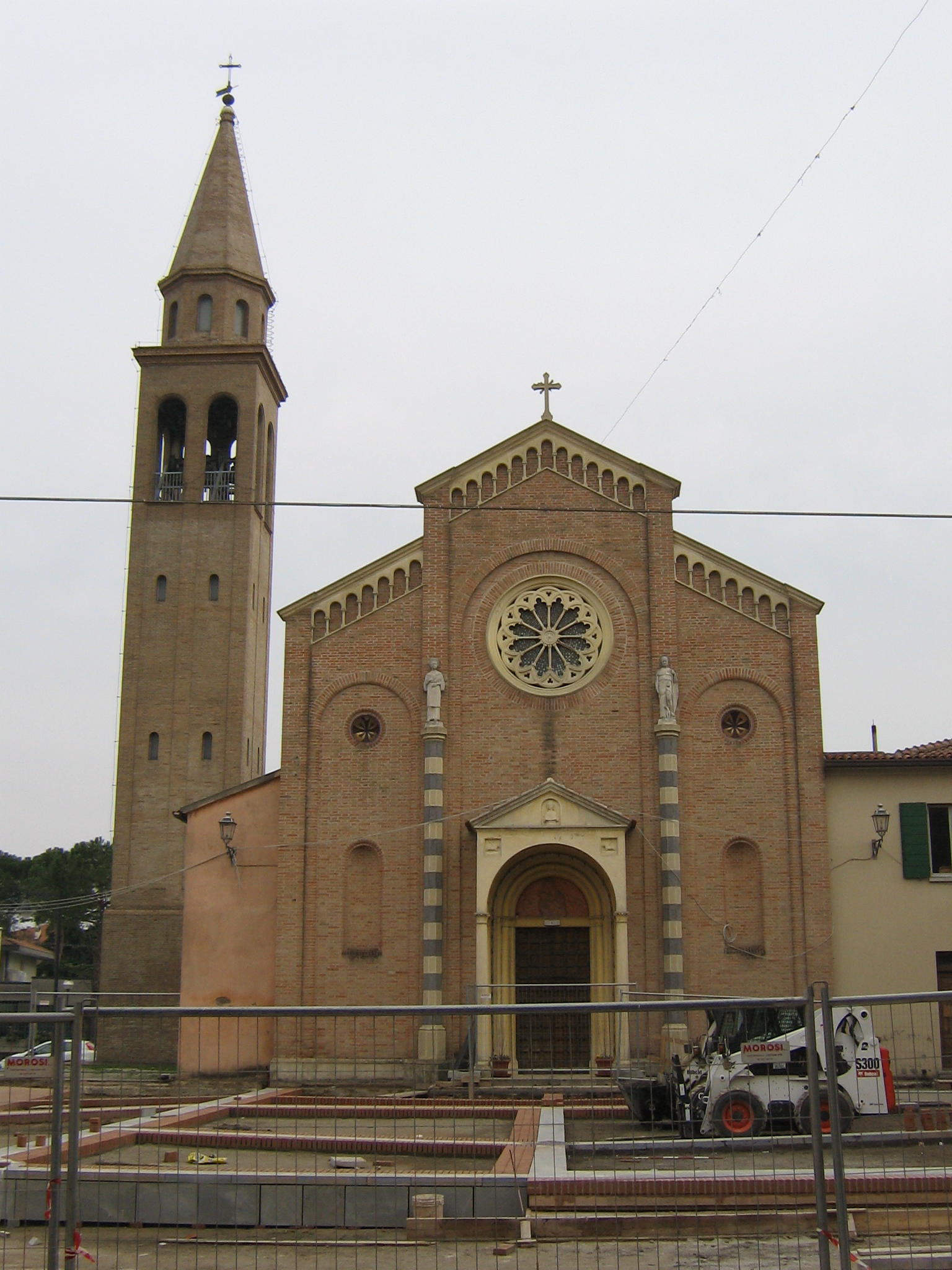
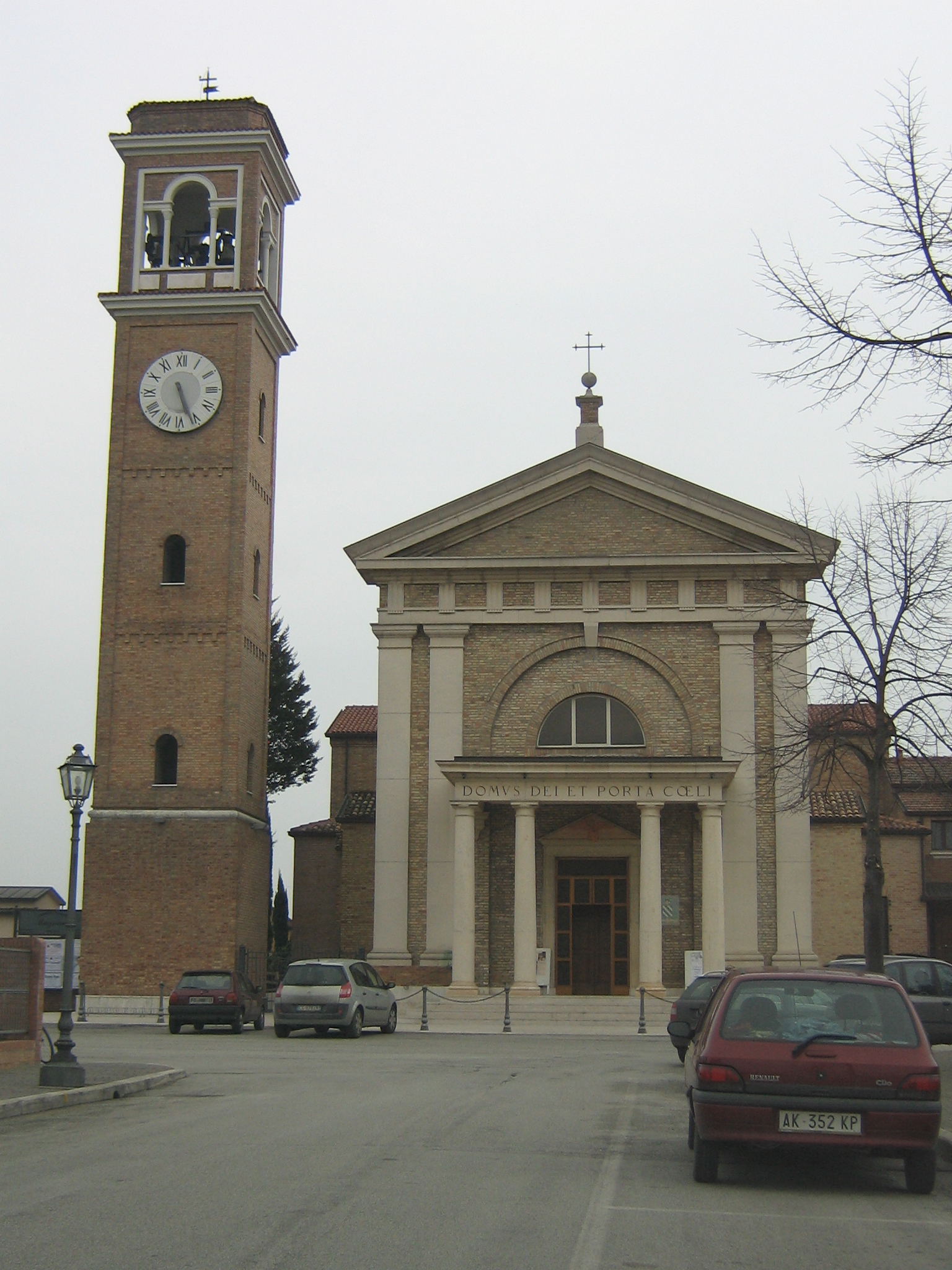
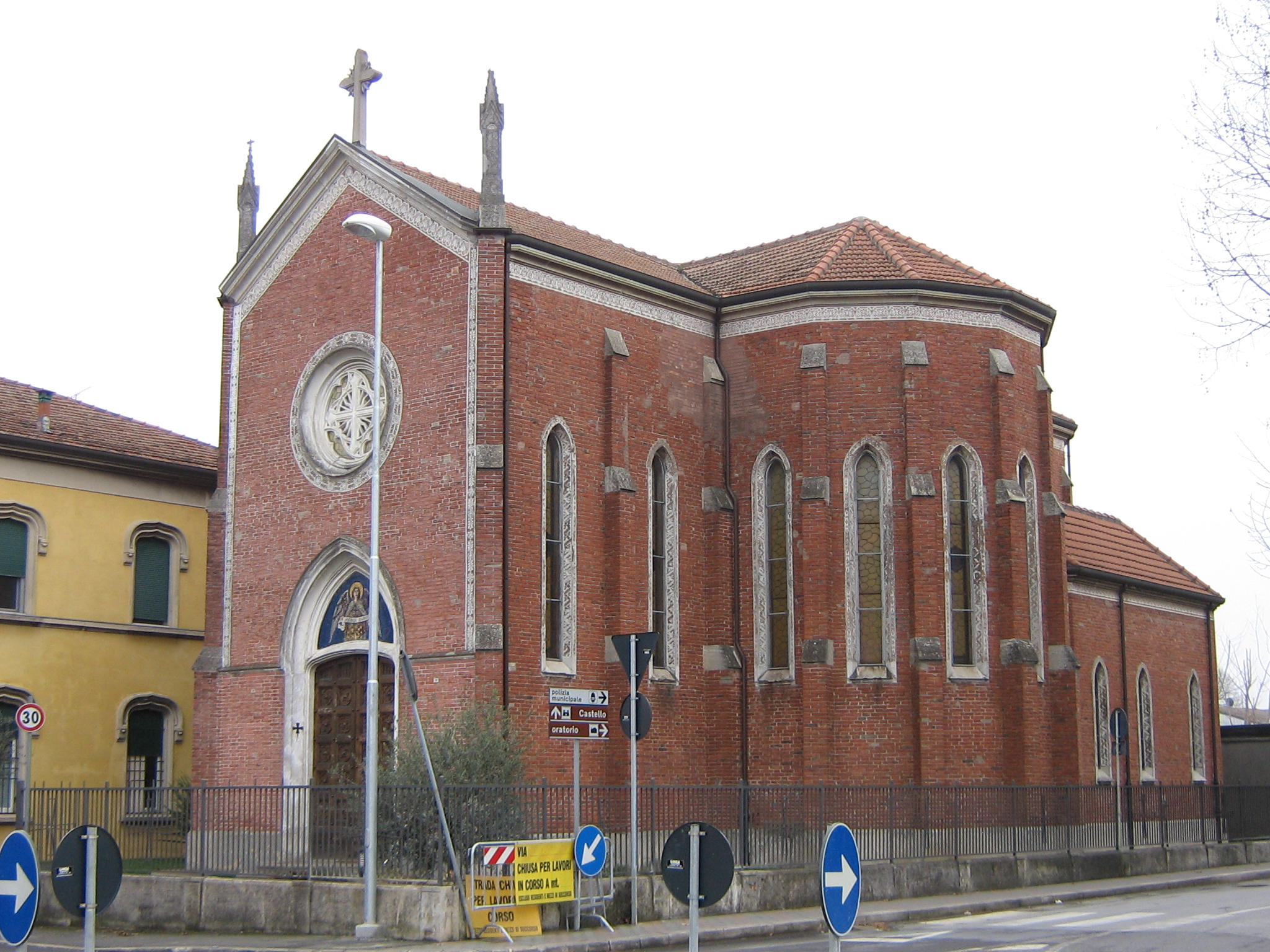

## Geboren
- Luca Pacioni (1993), wielrenner